# Juventude Europeia Federalista

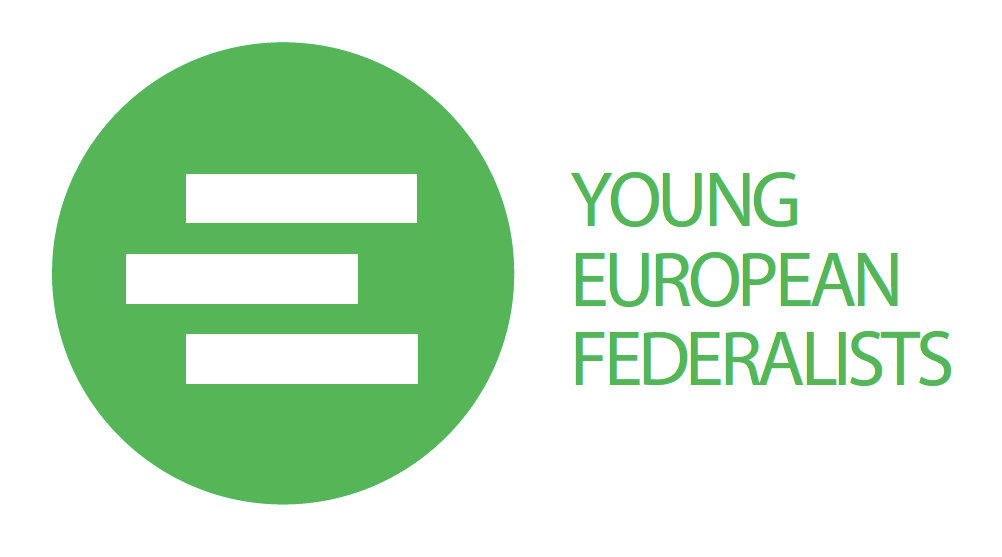
JEF logotype

A Juventude Europeia Federalista (JEF), de Portugal, é uma associação independente sem fins lucrativos, constituída por jovens que se interessam pelo processo de integração europeia. A JEF organiza seminários, conferências, debates e workshops relacionados com diferentes assuntos da União Europeia, nomeadamente o federalismo, os direitos humanos, o ambiente, a integração política, etc.
Fundada em 28 de Fevereiro de 1996 é a representante em Portugal da JEF Europa, a federação europeia das diferentes JEFs nacionais.
É membro da Federação Nacional das Associações Juvenis.

## Órgãos Sociais

### Mesa da Assembleia Geral
A Mesa da Assembleia Geral é composta por um Presidente, um Vice-Presidente e um Secretário. A Assembleia Geral é o local onde os associados discutem as linhas de acção a serem seguidas pela JEF Portugal.

### Conselho Fiscal
O Conselho Fiscal da JEF Portugal é o órgão de fiscalização em matéria financeira, sendo composto por um Presidente, um Vice-Presidente e um Secretário.

### Direcção
A Direção é o órgão executivo da JEF Portugal, que define e coordena as actividades da associação, de forma a cumprir as atribuições estatutariamente previstas, bem como as deliberações da Assembleia Geral. É composta por um Presidente, um Vice-Presidente, um Tesoureiro, um Secretário e um Vogal.